# 混合性結合組織病
混合性結合組織病（こんごうせいけつごうそしきびょう、mixed connective tissue disease; MCTD）は膠原病の一種。

## 歴史
1972年に米国ミズーリ大学教授のGordon Sharpによって提唱された疾患である。広義のオーバーラップ症候群に含まれる。日本では現在特定疾患に定められている。

## 定義
全身性エリテマトーデス(SLE)、全身性強皮症(SSc)、多発性筋炎(PM)/皮膚筋炎(DM)の3疾患の症状を混合して持つ疾患である。血管病変や炎症、線維症などを引き起こす。全身性強皮症の1病系であるという説もあり、アメリカではその説が多くの支持を集めている。

## 病態
以下の3つの病態が混在する。
1. 血管病変
内膜肥厚による内腔狭窄
2. 炎症病変
関節炎、筋炎、胸膜炎など
3. 線維症
皮膚硬化、肺線維症など

## 病因
他の膠原病と同じく原因不明である。遺伝的要因として日本人ではHLA抗原に相関するが、一致した成績はないため原因として決定されてはいない。環境的要因では抗U1RNP抗体とウイルス感染が考えられている。

## 疫学
男女比は1:15と圧倒的に女性に多い。

## 症状
SLE、SSc、PM/DMの症状が起こる。
共通所見
レイノー症、指の腫脹など
SLE所見
多発性関節炎、顔面紅斑、リンパ節腫脹など
SSc所見
手指硬化、肺線維症、肺高血圧症、食道蠕動低下など
PM/DM所見
筋力低下、筋原性酵素異常など

## 検査
抗U1RNP抗体
抗核抗体の一種で、高確率で検出される。
血清筋原性酵素
CK、GOT、LDHなど
血液検査
白血球減少、リンパ球減少が比較的高頻度で見られる。血小板減少もまれにある。
X線検査
CTや胸部単純X線検査で肺線維症や肺高血圧症、胸膜炎を診断する。
呼吸機能検査
心エコー

## 治療
基本的に対症療法を行う。
循環障害
Ca拮抗薬、ACE阻害薬など
肺高血圧症
酸素吸入、プロスタサイクリンなど
炎症性病変
関節炎に対しNSAIDs、その他の炎症に対しステロイドを投与
血球減少
ステロイド投与

## 予後
全身性強皮症の症状の頻度が経過とともに増加し、全身性強皮症に移行する例も見られる。肺高血圧症が死因として最多である。5年生存率は93%、10年生存率は87%である。

## 各国において

### 日本
上記の通り、特定疾患に定められており、2004年末現在、7,061人が特定疾患医療受給者証を所持、147人が特定疾患登録者証を所持している。